# Bernard Galler
Bernard A. Galler (né le 3 octobre 1928 à Chicago ; mort le 4 septembre 2006 à Ann Arbor) est un mathématicien et informaticien américain de l'université du Michigan qui a participé au développement des systèmes d'exploitation et des langages informatiques à grande échelle, notamment par le langage de programmation appelé MAD et le système d'exploitation appelé Michigan Terminal System,,.

## Biographie
Bernard Galler étudie à l'université de Chicago où il obtient un B.Sc. en mathématiques (1947), suivi d'un M.Sc. à l'université de Californie à Los Angeles (UCLA) et d'un Ph. D. à l'université de Chicago (1955), sous la direction conjointe de Paul Halmos et Marshall Stone intitulé Some Results in Algebraic Logic. 
Il rejoint le département de mathématiques de l'université du Michigan en 1955, où il donne en 1956 le premier cours de programmation sur une machine IBM 704. Galler participe au développement du langage informatique appelé Michigan Algorithm Decoder) (en) utilisé dans plusieurs universités. 
Il crée le Communication Sciences department en 1965, rebaptisé Computer Sciences (CS) puis Computer and Communications (CCS) department en 1984, et également le Computer Science Department dans les années 70.
Il prend sa retraite en 1994. Il meurt d'une embolie pulmonaire en 2006.

## Activités
Dans ses enseignements est développé un programme de planification de cours en temps réel appelé Computer Registration Involving Student Participation (CRISP) qui a permis aux étudiants de s'inscrire à des cours sans faire la queue physiquement. L'université a utilisé cette application CRISP pendant plus de quinze ans.
Bernard Galler est auteur d'un livre intitulé The Language of Computers
De 1968 à 1970, Bernard Galler est président de l'Association for Computing Machinery (ACM). En 1994, il est nommé fellow de l'Association for Computing Machinery. Il a été rédacteur-fondateur de la revue IEEE Annals of the History of Computing (de 1979 à 1987). 
Il a également été président du Software Patent Institute (1992). 
Pendant quinze ans, il a été expert dans de nombreuses affaires judiciaires importantes à travers les États-Unis pays concernant des problèmes de logiciels informatiques.

## Honneur
Un Bernard A. Galler Fellowship Fund a été créé au département de génie électrique et d'informatique de l'université du Michigan pour « attirer et soutenir des étudiants diplômés exceptionnels poursuivant des études supérieures en informatique .